# Drezdenko
Drezdenko (tyska: Driesen) är en stad i västra Polen, tillhörande distriktet Powiat strzelecko-drezdenecki i Lubusz vojvodskap, belägen 55 kilometer öster om Gorzów Wielkopolski.  Tätorten hade 10 411 invånare år 2014 och är centralort i en stads- och landskommun med totalt 17 510 invånare samma år.

## Geografi
Den gamla stadskärnan ligger vid floden Notećs äldre fåra, omgiven av ett myrlandskap. Strax norr om staden passerar den moderna flodfåran. Närmaste grannstad är Krzyż Wielkopolski i Storpolens vojvodskap. Lubusz vojvodskaps residensstad Gorzów Wielkopolski ligger 55 kilometer västerut.

## Historia
En polsk borg, Drzen, omnämns första gången år 1092 på denna plats vid floden Noteć (tyska: Netze), som utgjorde den norra gränsen för hertigdömet Storpolen mot hertigdömet Pommern. Den exakta gränsdragningen var omstridd och orten ockuperades år 1251 av hertig Barnim I av Pommern, som dock inte kunde hålla borgen någon längre tid. I samband med markgreve Konrad I av Brandenburgs giftermål med Konstancja av Polen gavs Driesen tillsammans med Santok till markgreven som hemgift. År 1273 återerövrades staden av Polen. Markgreven Otto IV av Brandenburg höll borgen 1296-1309, därefter ockuperade Vladislav I av Polen borgen fram till 1315. Markgreven Valdemar av Brandenburg intog borgen 1315 och gav den i förläning till riddarna Heinrich och Burkhard von der Osten 1317. Samma år omnämns också Driesen för första gången som stad. År 1366 erkände de lokala von der Osten-länsherrarna Kasimir III av Polens överhöghet, men redan vid hans död 1372 svor de åter trohet till markgrevskapet Brandenburg. Mellan 1402 och 1455 var staden tillsammans med Neumark i Tyska ordens ägo, innan den åter blev brandenburgsk. 
Kurfursten Joakim Fredrik av Brandenburg lät år 1603 anlägga en fästning med fem bastioner på platsen för den medeltida borgen. Staden fick även en glashytta och ett saltverk. Fästningen intogs under trettioåriga kriget av de kejserliga trupperna och 1639 intog den svenska armén staden, som till större delen brändes ned. Sverige ockuperade staden fram till 1649. År 1662 förstördes staden åter i en ny stadsbrand. Från 1701 var staden tillsammans med Brandenburg del av kungadömet Preussen. Mellan 1758 och 1762 ockuperades stadens fästning av Ryssland under sjuårskriget. Då den preussiske kungen Fredrik II ansåg fästningen vara föråldrad lät han jämna ut fästningsvallarna och anlade ny bebyggelse. Under ledning av Franz von Brenkenhoff inleddes samtidigt en kolonisation och torrläggning av Netzes floddal. År 1763 anlades stadsdelen Neustadt mellan den gamla staden och fästningen. Stadens synagoga uppfördes 1767, och under slutet av 1700-talet växte ytterligare förstäder och bosättningar fram omkring staden.
Från 1816 tillhörde staden Driesen administrativt  Landkreis Friedeberg in der Neumark i Regierungsbezirk Frankfurt i provinsen Brandenburg. Amatörastronomen Karl Ludwig Hencke verkade här i mitten av 1800-talet och upptäckte bland annat två asteroider. Orten fick en järnvägsstation vid Vordamm norr om staden 1857, som låg på den preussiska östra stambanan mellan Berlin och Königsberg. Den tidiga järnvägsanslutningen gav staden ett industriellt uppsving, och i staden grundades ett gjuteri, en stengodsfabrik och en tändsticksfabrik. Åren 1900-1902 uppfördes stadskyrkan, som då ersatte en träkyrka från 1700-talet. 

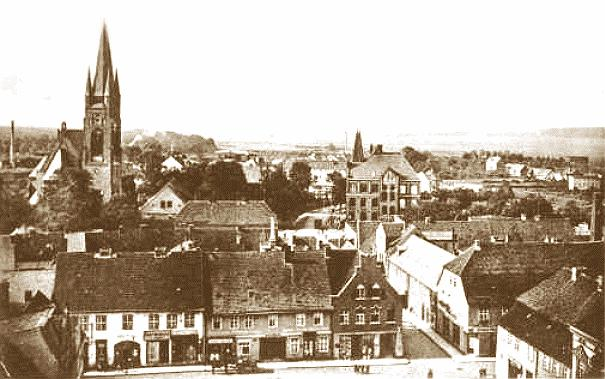
Driesen omkring 1900

Genom Versaillesfördraget efter första världskriget kom staden att hamna nära den nya gränsen mot Polen vid Netze, och staden led ekonomiskt av att de omgivande marknaderna nu blivit polska. Staden inordnades som del av Grenzmark Posen-Westpreussen fram till 1938, då den blev del av provinsen Pommern. 1936 öppnades järnvägssidolinjen mot Schwerin.
Den gamla stadskärnan förstördes till stora delar när staden intogs av Röda armén 1945. Efter kriget tillföll staden Folkrepubliken Polen genom Potsdamöverenskommelsen. Den tysktalande delen av befolkningen fördrevs över gränsen och staden erhöll sitt nuvarande polska namn, Drezdenko, av de polska myndigheterna. Under åren efter kriget återbefolkades staden av polska flyktingar och bosättare från andra delar av Polen och de sovjetiska områdena öster om Curzonlinjen.
Staden tillhörde 1946-1950 Poznańs vojvodskap, därefter 1950-1975 Zielona Góras vojvodskap och 1975-1999 Gorzów Wielkopolskis vojvodskap.

## Kända invånare
- Karl Ludwig Hencke (1793-1866), amatörastronom, upptäckare av asteroiderna 5 Astraea och 6 Hebe.
- Karl Ludwig Kahlbaum (1828-1899), psykiater.
- Adam Krieger (1634-1666), kompositör och kyrkomusiker.
- Theodor Schönemann (1812-1868), matematiker.

## Vänorter
- Wörth am Rhein, Tyskland
- Winsen (Luhe), Tyskland